# Moussa Faki
Moussa Faki, född 21 juni 1960 i Biltine i östra Tchad, är en tchadisk politiker.
Faki tillhör den etniska gruppen Zaghawa, samma grupp som tidigare presidenten Idriss Déby. Han gick på universitet i Brazzaville i Kongo-Brazzaville där han studerade juridik och han är utbildad advokat. Han lämnade Tchad den 7 juni 1982 då Hissein Habré grep makten. Under tiden i exil tillhörde han Conseil Démocratique Révolutionnaire (CDR) som leddes av Acheikh Ibn Oumar. Han återvände till landet den 7 juni 1991, efter att Idriss Déby tagit makten över landet.
Faki var premiärminister i Tchad 24 juni 2003-4 februari 2005, och avgick efter en serie strejker och spänningar med president Idriss Déby. Han ersattes av Pascal Yoadimnadji.
Mellan 2017 och 2025 var han ordförande i Afrikanska unionens komission. Han efterträddes på posten av Mahamoud Ali Youssouf.